# Malá Morava
Malá Morava (en allemand : Klein Mohrau) est une commune du district de Šumperk, dans la région d'Olomouc, en Tchéquie. Sa population s'élevait à 520 habitants en 2023.

## Géographie
Malá Morava se trouve à 17 km au nord-ouest de Šumperk et à 171 km à l'est de Prague.
La commune est limitée par Staré Město au nord et à l'est, par Hanušovice et Bohdíkov à l'est, par Ruda nad Moravou, Janoušov, Jakubovice et Písařov au sud, et par Červená Voda, Králíky et Dolní Morava à l'ouest.

## Histoire
La première mention écrite de la localité date de 1350.

## Galerie

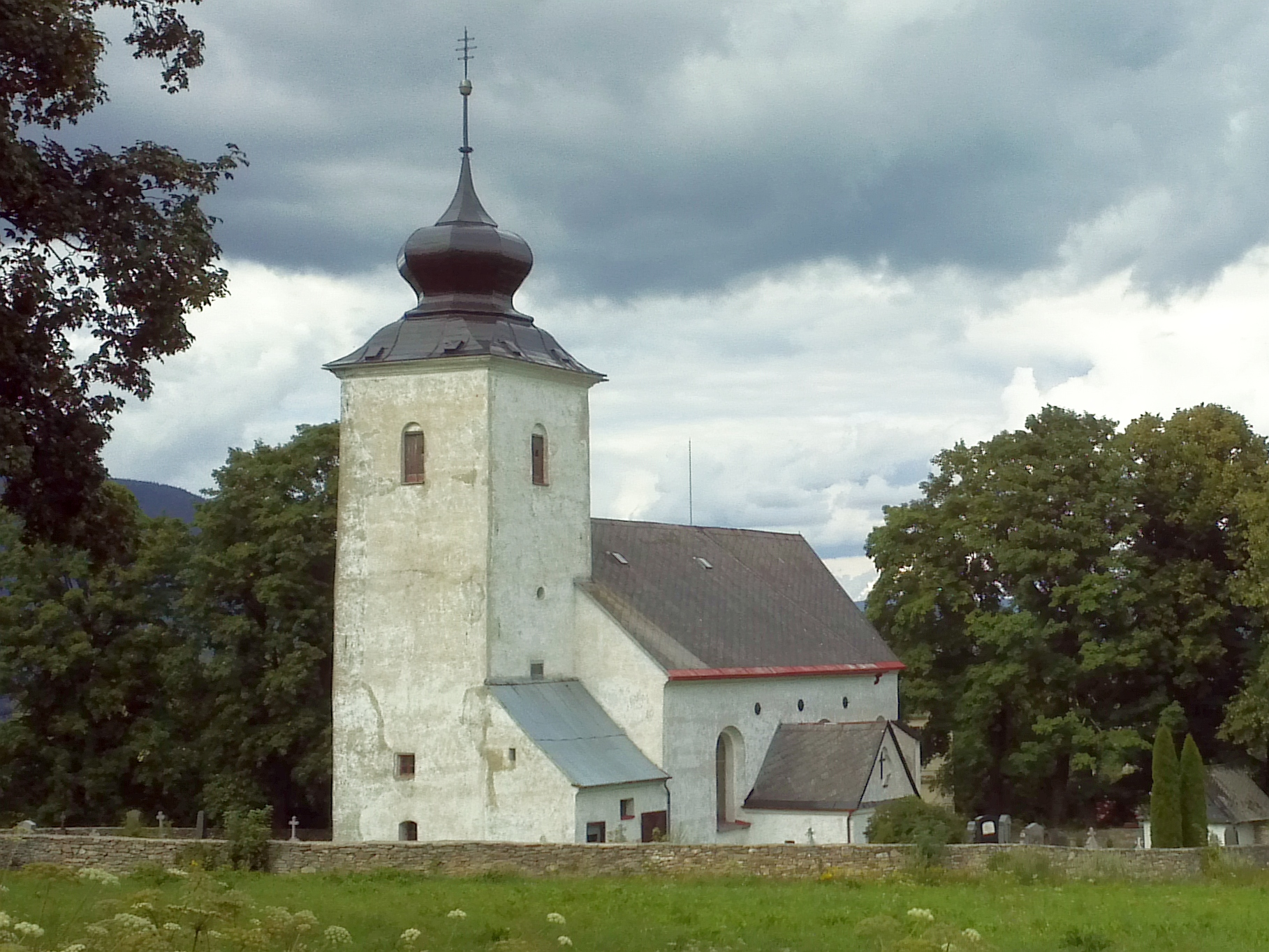
Podlesí : église Sainte-Marie-Madeleine.
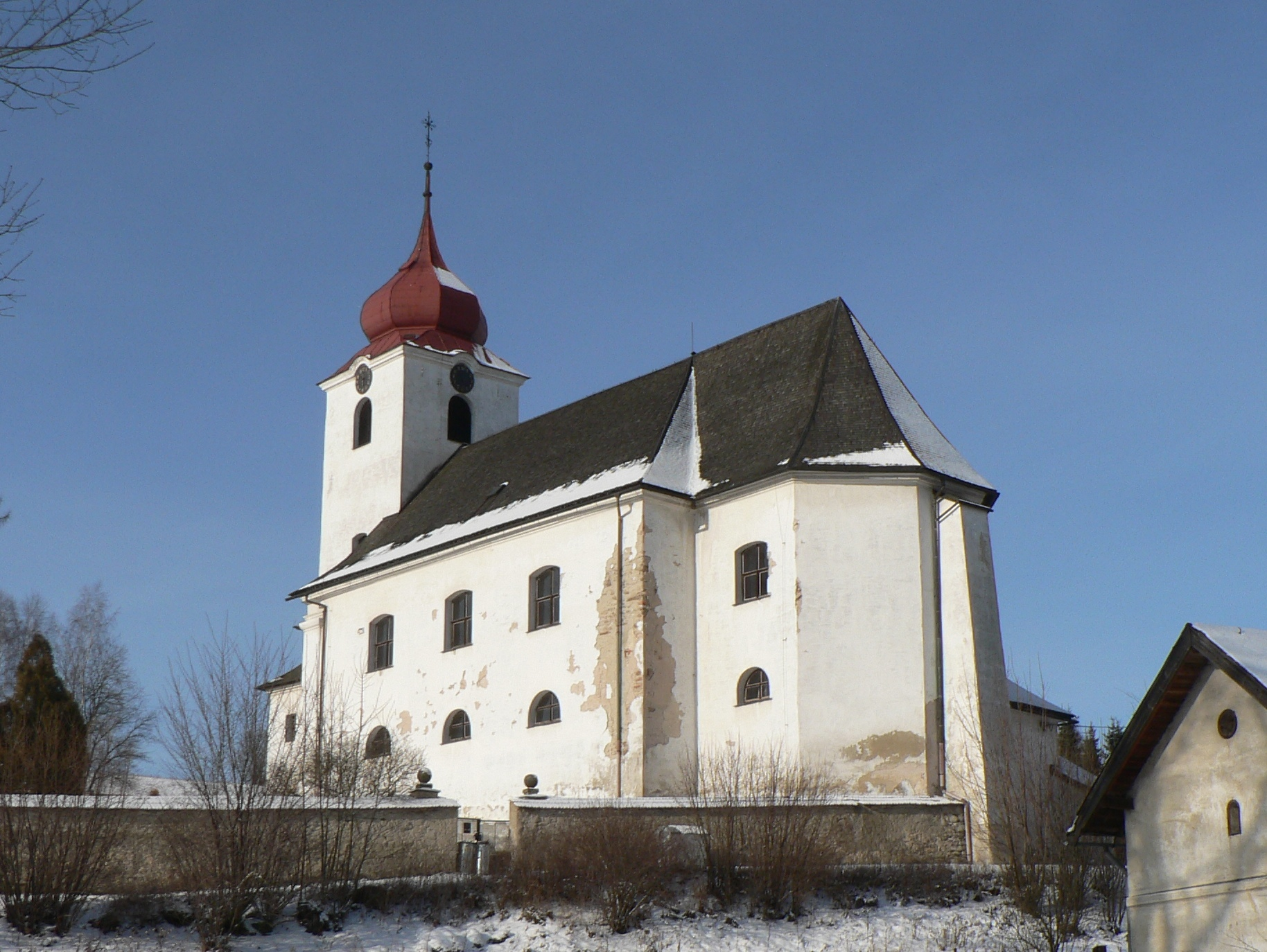
Église de l'Assomption de la Vierge Marie.
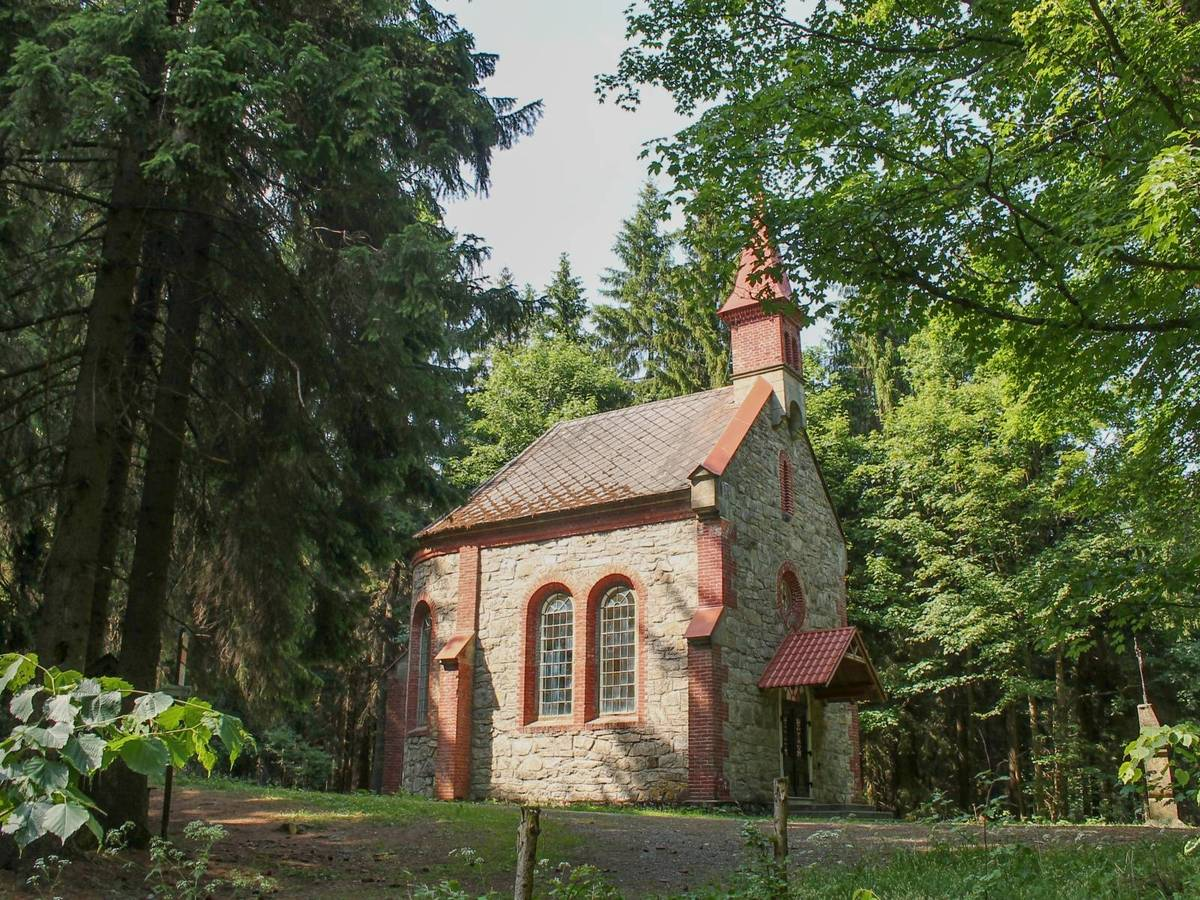
Chapelle de la Sainte-Trinité de Vysoké Potok.

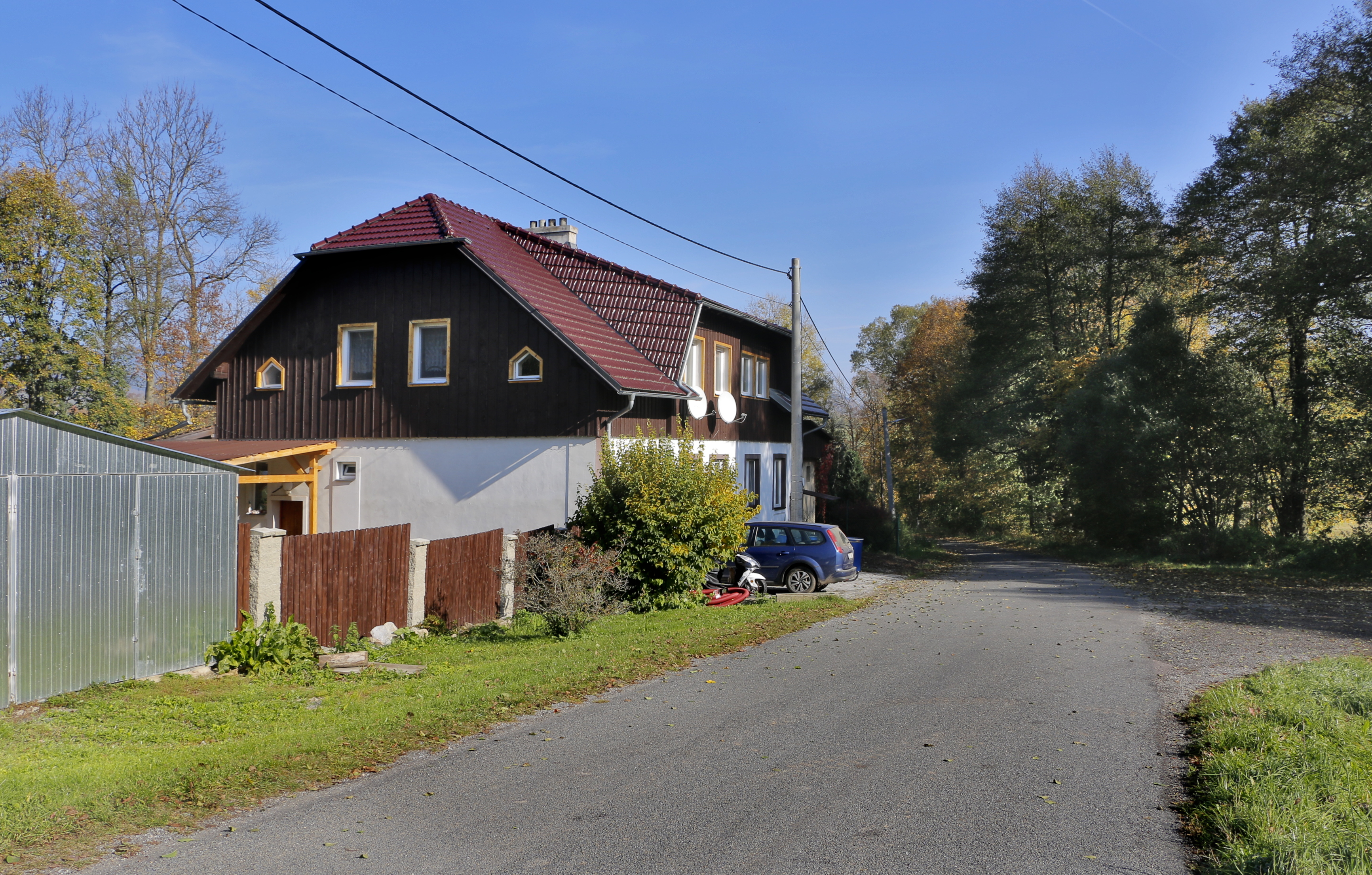
Zlatý Potok : rue principale.
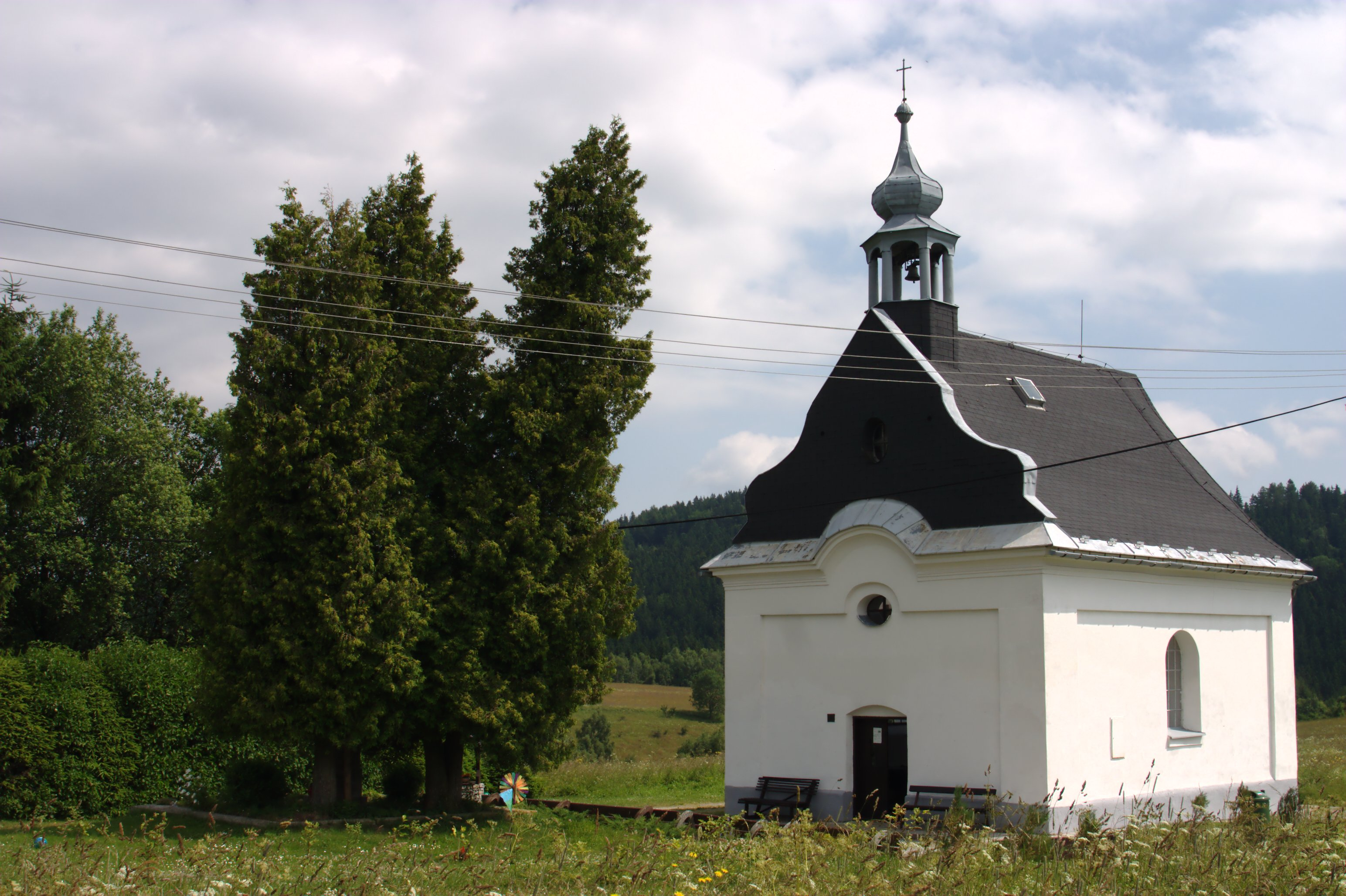
Chapelle de la Sainte-Trinité.

## Transports
Par la route, Malá Morava se trouve à 33 km de Šumperk, à 86 km d'Olomouc et à 201 km de Prague.